# アポリナリオス主義
アポリナリオス主義（英語: Apollinarism）は、ラオディキアのアポリナリオス（Apollinaris of Laodicea）によって唱えられたキリスト論。
イエス・キリストには、人間の体と人間の魂はあったが、人間の理性（ギリシア語: νοῦς, ヌース）は無く、神性・神言葉（かみことば・ロゴス）が人間の理性的霊魂の場を占めていたと主張した。

## 概要
381年の第1コンスタンティノポリス公会議（第二全地公会）で異端として排斥され、キリスト教の主流派から異端とされる。
アポリナリオス主義の主張を言い換えれば、イエスの人間性は完全な理性的人間ではないこととなる。
アポリナリオスへは次のような反論がなされた。すなわち、イエスは人間性を救うために人間性を担ったのであるが、もしキリストが人間の精神（ヌース）を担わなかったのであれば、人間の精神は救われなかったこととなってしまう。しかし精神の中でこそ罪は最も活動的であり力強いのであり、人間が全体として救われるためには神言葉（ロゴス）が完全な人間存在において受肉（藉身）しなければならないとされた。